# Понтіак (Іллінойс)
Понтіак (англ. Pontiac) — місто (англ. city) в США, в окрузі Лівінґстон штату Іллінойс. Населення — 11 150 осіб (2020).

## Географія
Понтіак розташований за координатами 40°53′0″ пн. ш. 88°38′51″ зх. д. / 40.88333° пн. ш. 88.64750° зх. д. (40.883422, -88.647554).  За даними Бюро перепису населення США в 2010 році місто мало площу 20,40 км², з яких 20,03 км² — суходіл та 0,36 км² — водойми. В 2017 році площа становила 21,57 км², з яких 21,21 км² — суходіл та 0,36 км² — водойми.

### Клімат
| Клімат : Понтіак                      | Клімат : Понтіак | Клімат : Понтіак | Клімат : Понтіак | Клімат : Понтіак | Клімат : Понтіак | Клімат : Понтіак | Клімат : Понтіак | Клімат : Понтіак | Клімат : Понтіак | Клімат : Понтіак | Клімат : Понтіак | Клімат : Понтіак | Клімат : Понтіак |
| Показник                              | Січ.             | Лют.             | Бер.             | Квіт.            | Трав.            | Черв.            | Лип.             | Серп.            | Вер.             | Жовт.            | Лист.            | Груд.            | Рік              |
| Абсолютний максимум, °C               | 20,6             | 22,2             | 30,0             | 35,6             | 38,9             | 40,6             | 42,2             | 40,0             | 39,4             | 34,4             | 27,8             | 21,7             | 42,2             |
| Середній максимум, °C                 | −0,4             | 2,6              | 9,2              | 16,8             | 22,4             | 27,3             | 28,8             | 28,0             | 24,9             | 17,9             | 10,2             | 1,7              | 15,9             |
| Середня температура, °C               | −4,8             | −2,2             | 3,7              | 10,5             | 16,3             | 21,6             | 23,4             | 22,5             | 18,7             | 11,9             | 4,9              | −2,6             | 10,5             |
| Середній мінімум, °C                  | −9,1             | −6,9             | −1,7             | 4,2              | 10,1             | 15,9             | 18,1             | 16,9             | 12,3             | 5,8              | 0,3              | −6,7             | 5,1              |
| Абсолютний мінімум, °C                | −31,1            | −30,6            | −25,6            | −11,7            | −4,4             | 3,3              | 5,6              | 4,4              | −3,3             | −12,8            | −20,6            | −30,6            | −31,1            |
| ------------------------------------- | ---------------- | ---------------- | ---------------- | ---------------- | ---------------- | ---------------- | ---------------- | ---------------- | ---------------- | ---------------- | ---------------- | ---------------- | ---------------- |
| Джерело: NOAA (extremes 1903–present) |                  |                  |                  |                  |                  |                  |                  |                  |                  |                  |                  |                  |                  |

## Демографія
Згідно з переписом 2010 року, у місті мешкала 11 931 особа в 4338 домогосподарствах у складі 2607 родин. Густота населення становила 585 осіб/км².  Було 4686 помешкань (230/км²).
Расовий склад населення:
| - 85,5 % — білих - 10,0 % — чорних або афроамериканців - 0,7 % — азійців - 0,3 % — корінних американців - 1,8 % — осіб інших рас |

До двох чи більше рас належало 1,8 %. Частка іспаномовних становила 6,3 % від усіх жителів.
За віковим діапазоном населення розподілялося таким чином: 21,0 % — особи молодші 18 років, 65,0 % — особи у віці 18—64 років, 14,0 % — особи у віці 65 років та старші. Медіана віку мешканця становила 38,7 року. На 100 осіб жіночої статі у місті припадало 123,5 чоловіків;  на 100 жінок у віці від 18 років та старших — 127,7 чоловіків також старших 18 років.
Середній дохід на одне домашнє господарство  становив 57 615 доларів США (медіана — 47 805), а середній дохід на одну сім'ю — 71 003 долари (медіана — 63 804). Медіана доходів становила 47 294 долари для чоловіків та 35 758 доларів для жінок. За межею бідності перебувало 15,1 % осіб, у тому числі 25,6 % дітей у віці до 18 років та 6,1 % осіб у віці 65 років та старших.
Цивільне працевлаштоване населення становило 4468 осіб. Основні галузі зайнятості: освіта, охорона здоров'я та соціальна допомога — 24,3 %, виробництво — 17,3 %, роздрібна торгівля — 12,7 %, мистецтво, розваги та відпочинок — 8,7 %.